# Эпинёй-ле-Флёрьель
Эпинёй-ле-Флёрье́ль (фр. Épineuil-le-Fleuriel) — коммуна во Франции, находится в регионе Центр. Департамент — Шер. Входит в состав кантона Сользе-ле-Потье. Округ коммуны — Сент-Аман-Монтрон.
Код INSEE коммуны — 18089.

## География
Коммуна расположена приблизительно в 260 км к югу от Парижа, в 160 км южнее Орлеана, в 60 км к югу от Буржа.
По территории коммуны проходит канал Берри, а вдоль восточной границы протекает река Шер.

## Население
Население коммуны на 2008 год составляло 456 человек.
| 1962 | 1968 | 1975 | 1982 | 1990 | 1999 | 2008 |
| ---- | ---- | ---- | ---- | ---- | ---- | ---- |
| 633  | 681  | 578  | 551  | 478  | 414  | 456  |

## Администрация
| Период | Период | Фамилия      | Партия | Примечания |
| ------ | ------ | ------------ | ------ | ---------- |
| 1953   | 1965   | Люсьен Бийон |        |            |
| 1965   | 1989   | Эмиль Фейя   |        |            |
| 1989   | 1995   | Робер Жюде   |        |            |
| 1995   | 2008   | Жан Регрен   |        |            |
| 2008   | 2014   | Филипп Амизе |        |            |

## Экономика
Основу экономики составляет сельское хозяйство.
В 2007 году среди 266 человек в трудоспособном возрасте (15-64 лет) 171 были экономически активными, 95 — неактивными (показатель активности — 64,3 %, в 1999 году было 67,9 %). Из 171 активных работали 155 человек (90 мужчин и 65 женщин), безработных было 16 (8 мужчин и 8 женщин). Среди 95 неактивных 18 человек были учениками или студентами, 38 — пенсионерами, 39 были неактивными по другим причинам.

## Достопримечательности
- Общинная церковь Сен-Мартен (XII век). Исторический памятник с 1986 года[3]
- Замок Корнансе (XVIII век). Исторический памятник с 1987 года[4]
- Школа XIX века, ныне музей Алена-Фурнье. Исторический памятник с 1972 года[5]
- Средневековый феодальный мотт с рвом. Исторический памятник с 1987 года[6]

## Известные жители
- Писатель Ален-Фурнье (1886—1914) провёл своё детство в деревне Эпинёй-ле-Флёрьель, где преподавали его родители. События этого периода легли в основу его романа «Большой Мольн».

## Фотогалерея

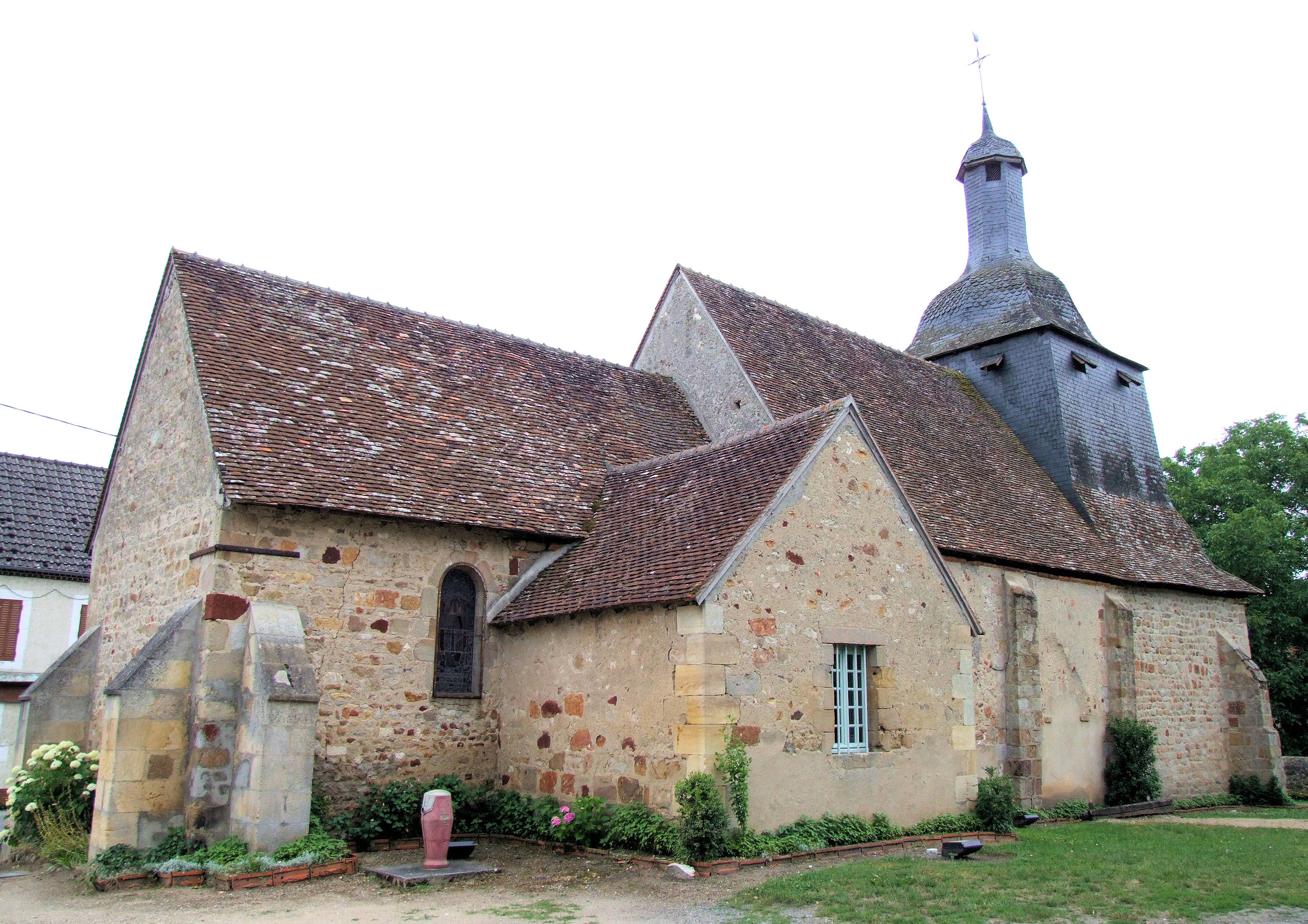
Церковь Сен-Мартен
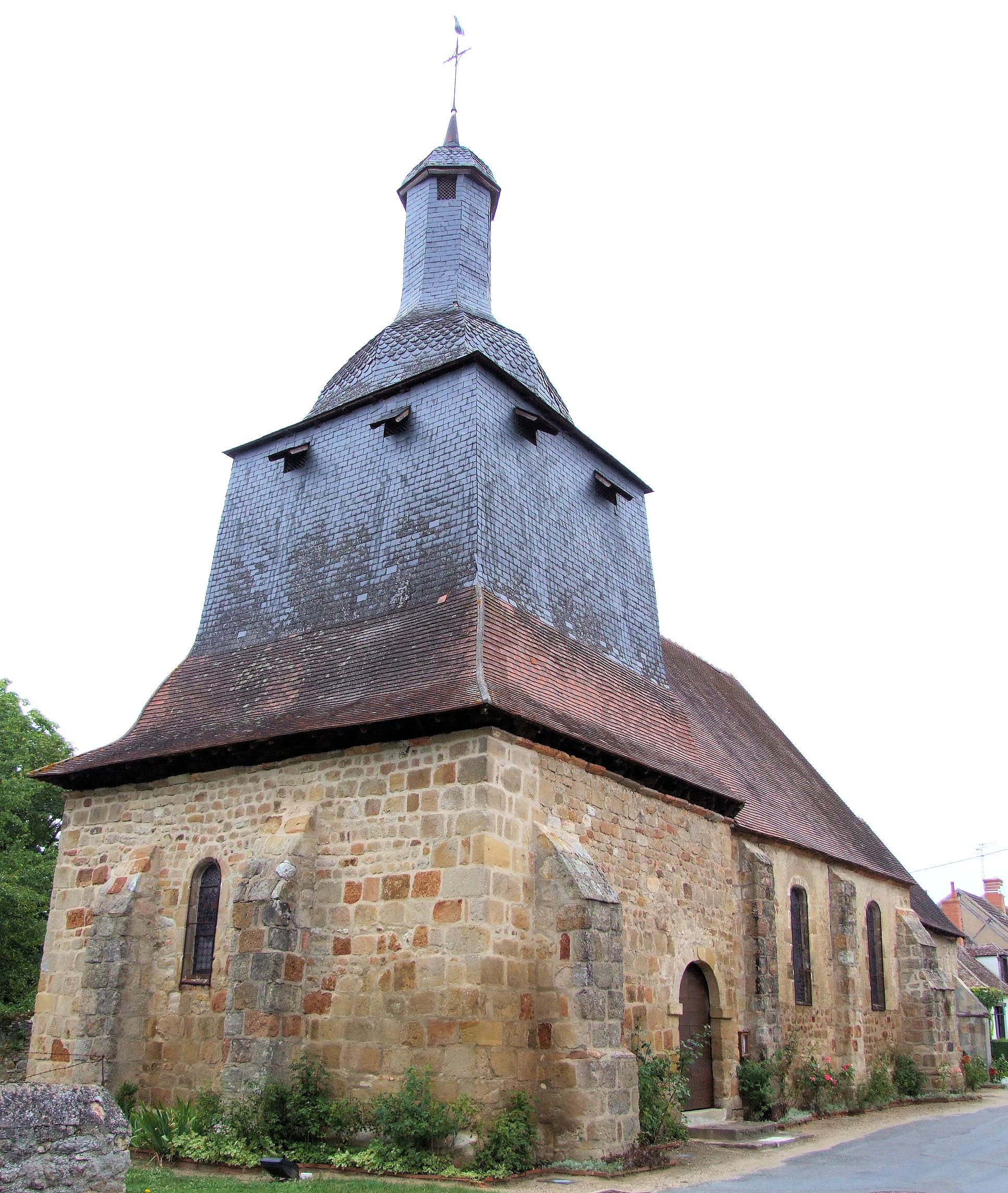
Церковь Сен-Мартен
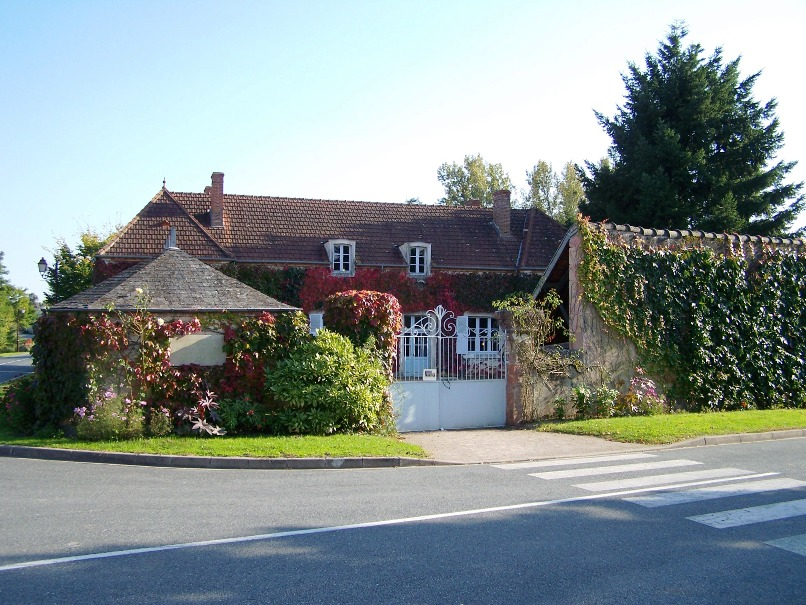
Школа — музей Алена-Фурнье
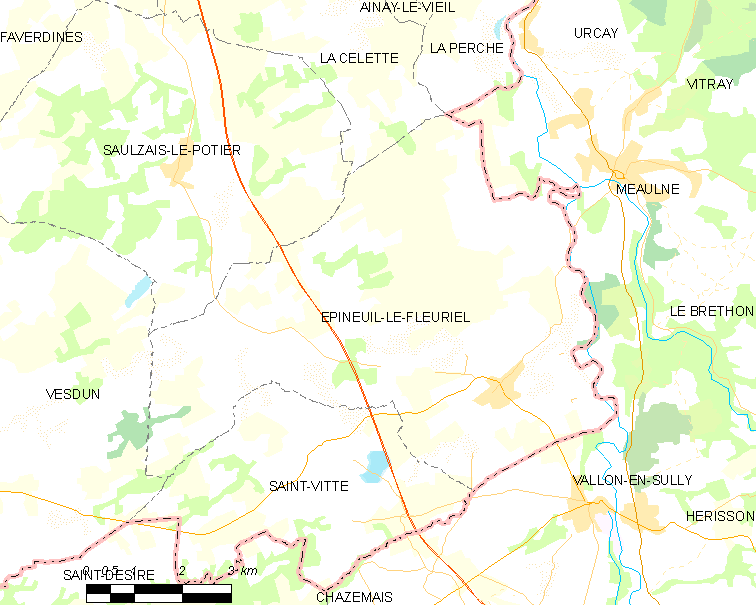
Карта коммуны